# 全國高等學校體育聯盟
公益財團法人全國高等學校體育聯盟（日语：公益財団法人全国高等学校体育連盟）是日本管理高等學校體育運動的公益機構組織。通常簡稱為“全國高體聯”、“高體聯”。

## 組織歷史
- 1948年6月28日，全國高等學校體育聯盟成立。
- 1963年，首度舉辦全国高等学校综合体育大会。
- 2001年2月9日，組織改組為財團法人。
- 2012年4月1日，改組為公益財團法人。

## 歷任會長
| 西元   | 會長              | 理事長      |
| ------ | ----------------- | ----------- |
| 1948年 | 細川 潤一郎       | －          |
| 1949年 | －                | －          |
| 1950年 | 星 一雄           | －          |
| 1951年 | －                | －          |
| 1952年 | －                | －          |
| 1953年 | －                | －          |
| 1954年 | －                | －          |
| 1955年 | －                | －          |
| 1956年 | 小松 直行         | －          |
| 1957年 | －                | －          |
| 1958年 | 兩角 英運         | －          |
| 1959年 | －                | －          |
| 1960年 | －                | 高田 通     |
| 1961年 | －                | －          |
| 1962年 | 岩下 富藏         | －          |
| 1963年 | －                | 尾崎 剛毅   |
| 1964年 | 尾崎 剛毅         | 宮崎 米吉   |
| 1965年 | 田中 喜一郎       | 新井 迪之   |
| 1966年 | －                | －          |
| 1967年 | －                | －          |
| 1968年 | 新井 迪之         | 藤琦 寬行   |
| 1969年 | －                | －          |
| 1970年 | 宮田 豐太郎       | 湯野 正憲   |
| 1971年 | －                | －          |
| 1972年 | 岸田 文郎         | －          |
| 1973年 | －                | －          |
| 1974年 | －                | 磨井 洋一   |
| 1975年 | 井上 敬一         | －          |
| 1976年 | 根津 哲夫         | －          |
| 1977年 | 磨井 洋一         | 重田 一     |
| 1978年 | －                | －          |
| 1979年 | 風卷 磊藏         | 鈴木 英久   |
| 1980年 | －                | －          |
| 1981年 | 鈴木 英久         | 松原 久三   |
| 1982年 | －                | －          |
| 1983年 | －                | －          |
| 1984年 | 大野 慎一郎       | －          |
| 1985年 | 家弓 鐵矢         | 藤川 侃二   |
| 1986年 | －                | －          |
| 1987年 | －                | －          |
| 1988年 | 福田 滿雄         | 內藤 隆     |
| 1989年 | －                | －          |
| 1990年 | －                | －          |
| 1991年 | －                | －          |
| 1992年 | －                | 金原 達人   |
| 1993年 | 久野 猛           | －          |
| 1994年 | －                | 岡本 裕之   |
| 1995年 | －                | －          |
| 1996年 | －                | 高田 日呂美 |
| 1997年 | －                | －          |
| 1998年 | 河上 一雄         | －          |
| 1999年 | －                | 高田 日呂美 |
| 2000年 | －                | 石川 和昭   |
|        | 會長              | 專務理事    |
| 2001年 | 河上 一雄         | 岡村 忠典   |
| 2002年 | 天沼 照夫         | 岡村 忠典   |
| 2003年 | 天沼 照夫         | 岡村 忠典   |
| 2004年 | 天沼 照夫         | 梅村 和伸   |
| 2005年 | 天沼 照夫         | 梅村 和伸   |
| 2006年 | 天沼 照夫         | 梅村 和伸   |
| 2007年 | 坂田 敬一         | 梅村 和伸   |
| 2008年 | 坂田 敬一         | 梅村 和伸   |
| 2009年 | 三田 清一         | 梅村 和伸   |
| 2010年 | 三田 清一         | 梅村 和伸   |
| 2011年 | 三田 清一         | 梅村 和伸   |
| 2012年 | 三田 清一         | 梅村 和伸   |
| 2013年 | 平池 德見 小野 力 | 梅村 和伸   |
| 2014年 | 小野 力           | 石川 惠一郎 |
| 2015年 | 小野 力           | 石川 惠一郎 |

## 所辦賽事

### 主辦賽事
以下赛事会由本联合会协同相关协会及媒体共同主办。
- 全国高等学校定时制通信制体育大会（日语：全国高等学校定時制通信制体育大会）
- 全国高等学校综合体育大会
  - 全国高等学校驿传竞走大会（日语：全国高等学校駅伝競走大会）（日本陆上竞技联盟（日语：日本陸上競技連盟））
  - 全国高等学校英式橄榄球大会（日语：全国高等学校ラグビーフットボール大会）（日本英式橄榄球协会（日语：日本ラグビーフットボール協会））
- 全国高等学校篮球选拔优胜大会（现：全国高等学校篮球选手权大会（日语：全国高等学校バスケットボール選手権大会））（日本籃球協會）
- 全國高等學校足球錦標賽（日本足球協會）
- 全國高等學校柔道錦標賽（日语：全国高等学校柔道選手権大会）（全日本柔道聯盟（日语：全日本柔道連盟））
- 全日本排球高等学校选手权大会（日本排球協會）
- 全國選拔高等學校網球大會（日语：全国選抜高等学校テニス大会）（日本網球協會）
- 全國高等學校體操競技選拔大會（日语：全国高等学校体操競技選抜大会）、全國高等學校新體操選拔大會（日语：全国高等学校新体操選抜大会）（日本体操協会）
- 全國高等學校選拔乒乓球大會（日语：全国高等学校選抜卓球大会）（日本乒乓球协会）
- 全日本高等學校選拔軟式網球大會（日语：全日本高等学校選抜ソフトテニス大会）（日本軟式網球聯盟（日语：日本ソフトテニス連盟））
- 全國高等學校手球選拔大會（日语：全国高等学校ハンドボール選抜大会）（日本手球協會（日语：日本ハンドボール協会））
- 全国高等学校选拔羽毛球大会（日本羽毛球协会）
- 全國高等學校壘球選拔大會（日语：全国高等学校ソフトボール選抜大会）（日本壘球協會（日语：日本ソフトボール協会））
- 全國高等學校相撲選拔大會（日本相撲聯盟（日语：日本相撲連盟））
- 全國高等學校選拔賽艇大會（日语：全国高等学校選抜ボート大会）（日本賽艇協會（日语：日本ボート協会））
- 全國高等學校劍道選拔大會（日语：全国高等学校剣道選抜大会）（全日本劍道聯盟（日语：全日本剣道連盟））
- 全國高等學校選拔摔跤大會（日语：全国高等学校選抜レスリング大会）（日本摔跤協會（日语：日本レスリング協会））
- 全國高等學校弓道選拔大會（日语：全国高等学校弓道選抜大会）（全日本弓道聯盟（日语：全日本弓道連盟））
- 全國高等學校自轉車競技大會（日语：全国高等学校選抜自転車競技大会）（日本自轉車競技聯盟（日语：日本自転車競技連盟））
- 全國高等學校拳擊選拔大會（日语：全国高等学校ボクシング選抜大会）（日本業餘拳擊聯盟（日语：日本アマチュアボクシング連盟））
- 全國高等學校選拔曲棍球大會（日语：全国高等学校選抜ホッケー大会）（日本曲棍球協會（日语：日本ホッケー協会））
- 全國高等學校舉重競技選拔大會（日语：全国高等学校ウエイトリフティング競技選抜大会）、全國高等學校女子舉重競技錦標賽（日语：全国高等学校女子ウエイトリフティング競技選手権大会）（日本舉重協會（日语：日本ウエイトリフティング協会））
- 全國高等學校選拔擊劍大會（日本擊劍協會（日语：日本フェンシング協会））
- 全國高等學校射箭選拔大會（日语：全国高等学校アーチェリー選抜大会）（全日本射箭聯盟（日语：全日本アーチェリー連盟））
- 全國高等學校選拔滑雪大會（日语：全国高等学校選抜スキー大会）（全日本滑雪联盟）
- 全國高等學校空手道選拔大會（全日本空手道聯盟（日语：全日本空手道連盟））
- 全國高等學校薙刀選拔大會（全日本薙刀聯盟（日语：全日本なぎなた連盟））
- 全國高等學校選拔冰球大會（日语：全国高等学校選抜アイスホッケー大会）（日本冰球聯盟（日语：日本アイスホッケー連盟））
- 全國高等學校選拔速度滑冰大會(日本滑冰聯盟（日语：日本スケート連盟））
- 全國高等學校少林寺拳法選拔大會（日语：全国高等学校少林寺拳法選抜大会）（少林寺拳法聯盟（日语：少林寺拳法連盟））
- 全國高等學校步槍射擊競技選手權大會（日语：全国高等学校ライフル射撃競技選手権大会）（日本步槍射擊協會（日语：日本ライフル射撃協会））
- 国民体育大会（少年部）

### 主要協辦賽事
- 全日本高校、大学舞蹈节（日语：全日本高校・大学ダンスフェスティバル）（日本女子体育联盟（日语：日本女子体育連盟））
- 全国高等学校选拔英式橄榄球大会（日语：全国高等学校選抜ラグビーフットボール大会）、全国高等学校合同队伍英式橄榄球大会（日语：全国高等学校合同チームラグビーフットボール大会）、世界英式橄榄球青年交流大会（日语：ワールドラグビーユース交流大会）、全国高等学校7人制英式橄榄球大会（日语：全国高等学校7人制ラグビーフットボール大会）（日本英式橄榄球协会（日语：日本ラグビーフットボール協会））
- 紫滩旗全国高校远的弓道大会
- U20、U18日本陆上竞技锦标赛（日本陆上竞技联盟）
- 全日本高等学校马术竞技大会（全日本高等学校马术联盟）
- 日本高校舞蹈部锦标赛（日语：日本高校ダンス部選手権）（一般财团法人街舞协会（日语：ストリートダンス協会））
- NEXT GENERATION MATCH（日本足球协会/日本职业足球联盟）－FUJI XEROX SUPER CUP的下级联赛

### 非加盟項目
- 棒球（日本高等学校棒球联盟）
- 蹦床（全國高等學校蹦床聯盟）
- 高爾夫球（日本高等學校高爾夫聯盟）
- 美式足球（日本高等學校美式足球聯盟（日语：日本高等学校アメリカンフットボール連盟））
- 保齡球（全日本保齡球協會（日语：全日本ボウリング協会））
- 鐵人三項（日本鐵人三項聯合（日语：日本トライアスロン連合））
- 日本拳法（日语：日本拳法）（全國高等學校日本拳法聯盟）
- 銃劍道（日语：銃剣道）（全日本銃劍道聯盟（日语：全日本銃剣道連盟））
- 合氣道（全國高等學校合氣道聯盟）
- 體道（日语：躰道）（日本體道協會（日语：日本躰道協会））
- 冰壺（日本冰壺協會（日语：日本カーリング協会），青森縣高等學校體育聯盟為該類賽事的協辦方）
- 掰手腕（日本掰手腕聯盟（日语：日本アームレスリング連盟）
- 跳繩（日本跳繩聯盟（日语：日本ロープスキッピング連盟））
- 競技啦啦隊（日本競技啦啦隊協會（日语：日本チアリーディング協会））
- 啦啦舞（日本啦啦舞協會（日语：日本チアダンス協会））
- 捻轉指揮棒（日语：バトントワリング）（日本舞棒協會（日语：日本バトン協会））
- 健力（全日本高等學校健力聯盟）

## 外部連結
- 官方网站（日語）